# Юлія Мюльбахер
Юлія Мюльбахер (нім. Julia Mühlbacher)  — австрійська  стрибунка з  трампліна, призерка чемпіонату   світу.  
Срібну медаль чемпіонату світу Мюльбахер  здобула у складі австрійської команди в командних змаганнях на нормальному трампліні на   світовій першості 2023 року, що проходила у словенській Планиці.